# Ministeri de Justícia de Letònia

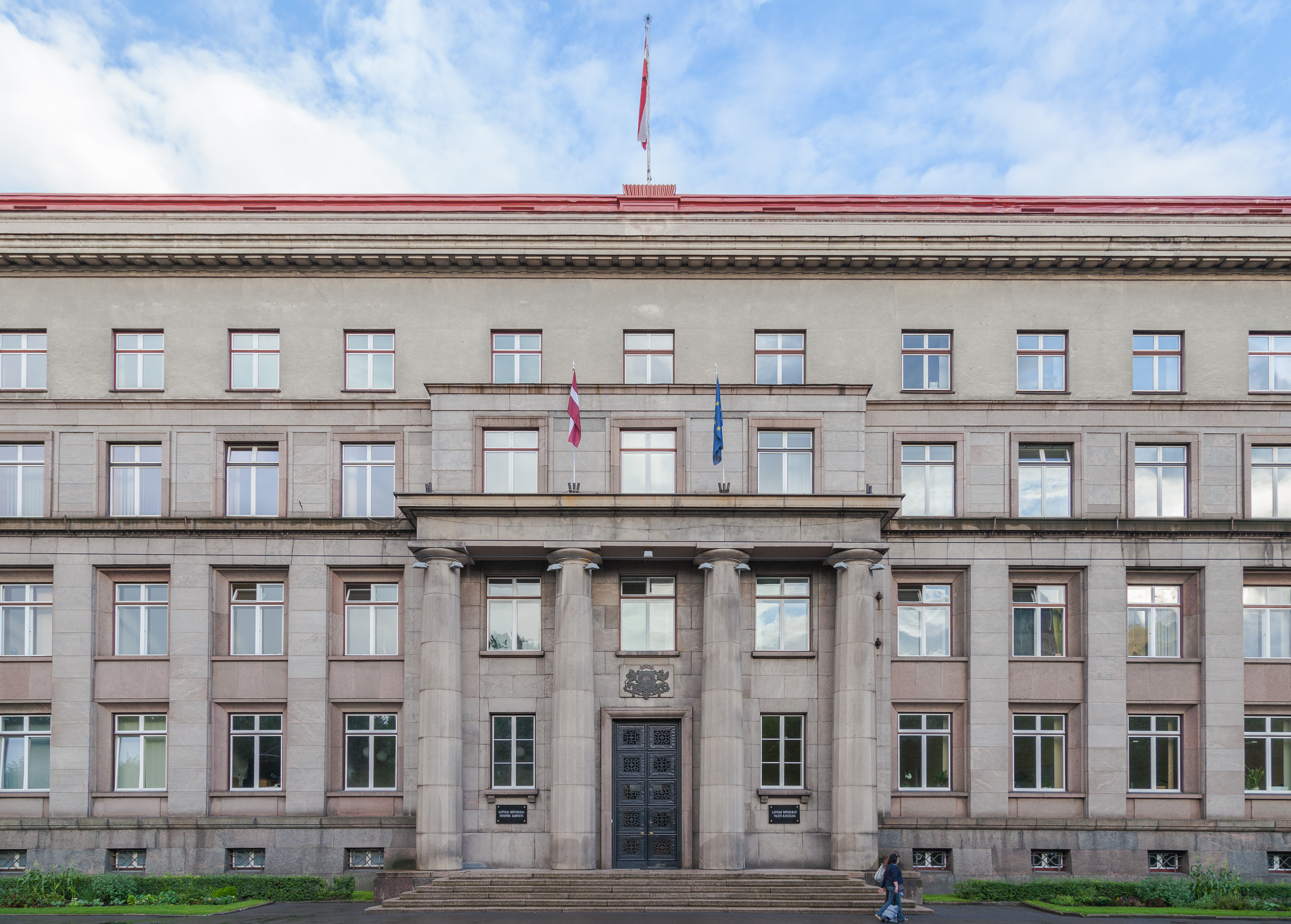
Ministeri de Justícia de Letònia, ubicat a Riga.

El Ministeri de Justícia de Letònia (en letó: Latvijas Republikas Tieslietu ministrija) fundat el 1918, és el departament del govern de Letònia responsable de la gestió i control del sector de la justícia al territori de Letònia. La seu principal del ministeri es troba a Riga i està encapçalat pel polític nomenat Ministre de Justícia. Des del 2013 és Anrijs Matīss.

## Funcions
Les seves funcions i feines estan determinades pels seus estatuts, entre les principals es troba l'organització el desenvolupament d'estratègies en la política estatal, la institució de la gestió del treball administratiu i l'organització del ministeri per poder portar a terme les seves funcions. També garanteix la representació de la República de Letònia al Tribunal de Justícia de la Unió Europea, així com a la xarxa judicial europea en les matèries civil, comercial i penal. El ministeri té prop d'uns 240 empleats.

### Institucions subordinades
Institucions públiques subordenades al Ministeri de Justícia amb data de 2013:
- Inspecció Estatal de Dades
- Consell d'Administració Penitenciària
- Oficina de Patents de la República de Letònia
- Oficina de Protecció Constitucional
- Cort Administrativa
- Registre Empresarial de la República de Letònia
- Administració de Concursos
- Servei de Llibertat Condicional de l'Estat
- Oficina Estatal de Ciència Forense
- Centre d'Idiomes Oficial de la República de Letònia
- Servei de Terres de l'Estat
- Administració del Fons de Garantia de Manteniment
- Administració d'Assistència Jurídica